# Jessica Paola Bravo
Jessica Paola Bravo Hernández (7 de julio de 1988) es una deportista colombiana que compite en taekwondo. Ganó una medalla de bronce en los Juegos Panamericanos de 2015 en la categoría de +67 kg.

## Palmarés internacional
| Juegos Panamericanos | Juegos Panamericanos | Juegos Panamericanos | Juegos Panamericanos |
| Año                  | Lugar                | Medalla              | Categoría            |
| -------------------- | -------------------- | -------------------- | -------------------- |
| 2015                 | Toronto (Canadá)     | Medalla de bronce    | +67 kg               |